# Downing Street
Pour les articles homonymes, voir Downing.
Downing Street est une rue de Londres au Royaume-Uni où se situent depuis plus de deux cents ans les résidences du Premier ministre britannique et du chancelier de l'Échiquier. Le numéro 10 est la résidence officielle du Premier ministre. Par métonymie, le 10 Downing Street sert parfois à désigner le Premier ministre ou son administration.

## Situation et accès

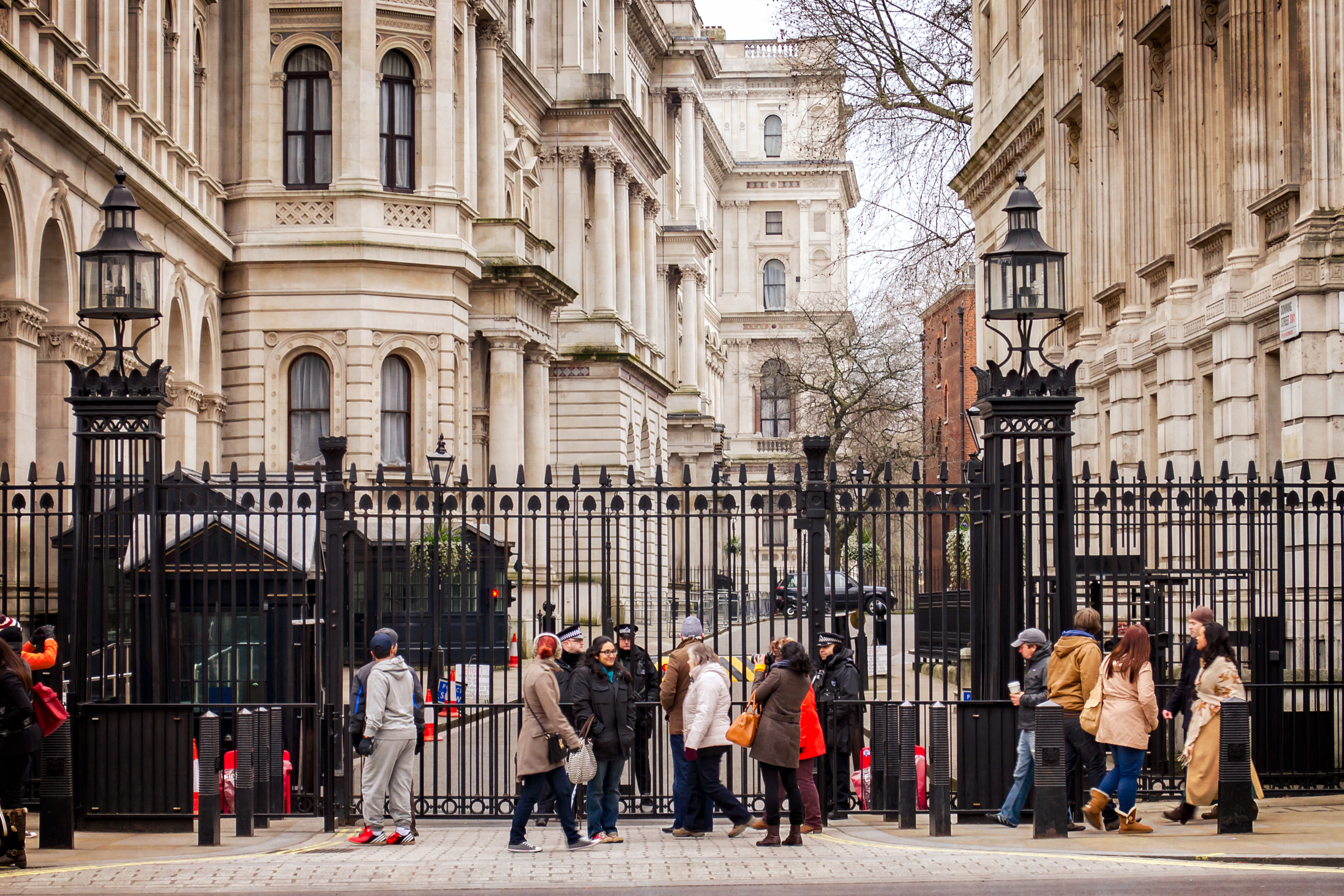
Downing Street vue de Whitehall en 2013.

Downing Street est située à Westminster dans le centre de Londres, à quelques minutes à pied du Parlement et à la limite de St James's Park qui la sépare du palais de Buckingham. D'orientation est-ouest, elle débouche à l'est sur Whitehall et à l'ouest sur Horse Guards Road. Son accès a été interdit au public à partir de 1982 par des barrières, et depuis 1990 par un portail grillagé.
Elle est desservie par les lignes  Circle  District  Jubilee à la station Westminster.

## Origine du nom

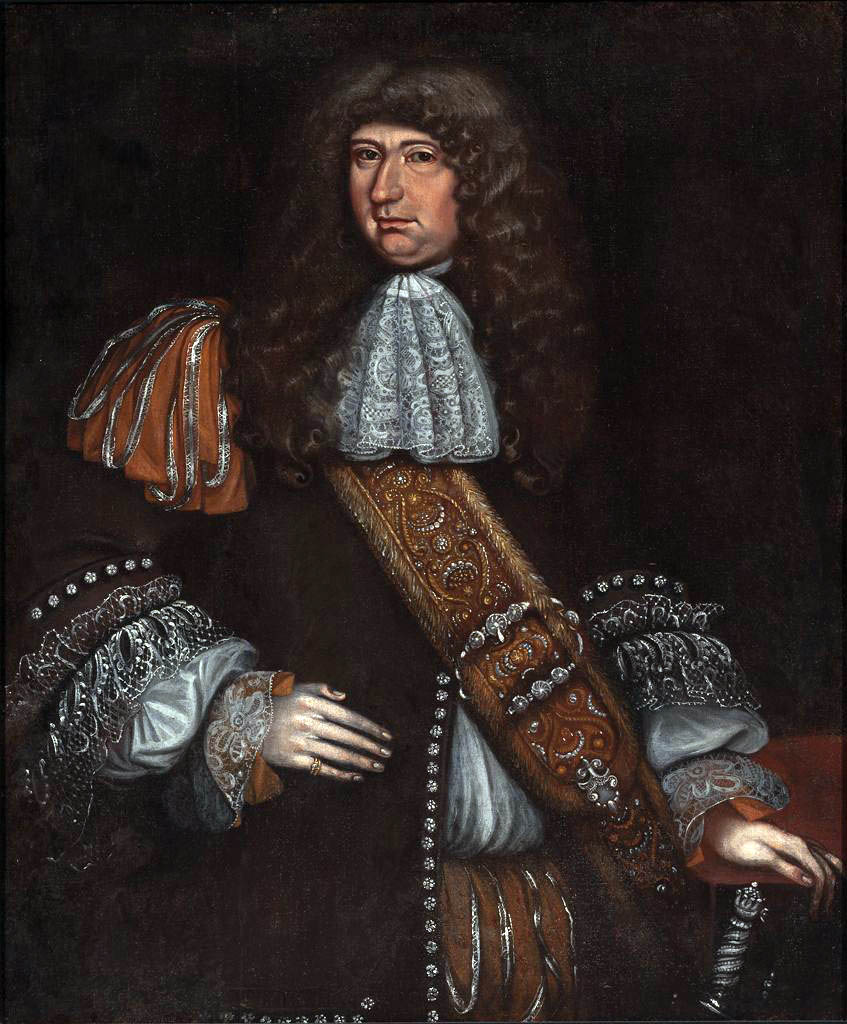
Sir George Downing.

La rue porte le nom du baronet George Downing, soldat et diplomate qui a servi Oliver Cromwell et le roi Charles II. Pour services rendus à la royauté, on offrit à Downing une parcelle de terre près du St. James's Park. Il fit construire une rangée de maisons dans les années 1680. Christopher Wren en fut l'architecte.

## Historique
Les résidences officielles du Premier ministre (10 Downing Street), du chancelier de l'Échiquier (11 Downing Street) et du chief whip (12 Downing Street) se trouvent toutes sur un seul côté de la rue. Les maisons de l'autre côté ont toutes été remplacées par le grand bâtiment du Foreign Office au XIXe siècle. Il a été envisagé dans les années 1950 et 1960 de démolir à la fois le Foreign Office et le reste de Downing Street afin d'y rebâtir « quelque chose de plus moderne ». Ces projets n'ont jamais abouti.

## Bâtiments remarquables et lieux de mémoire
- No 10 : résidence officielle et le lieu de travail du Premier ministre du Royaume-Uni de Grande-Bretagne et d'Irlande du Nord.
- No 11 : résidence officielle du second lord du Trésor du Royaume-Uni, titre qui à l'époque moderne coïncide avec celui de chancelier de l'Échiquier.
- No 12 : ancienne résidence officielle du Chief Whip du parti majoritaire au Parlement du Royaume-Uni ; c’est aujourd’hui le bureau de presse du Premier ministre.